# 효자중학교
효자중학교(孝子中學校)는 대한민국 경기도 의정부시 신곡동에 있는 공립 중학교이다.

## 학교 연혁
- 2002년 1월 6일 : 효자중학교 36학급 설립 인가
- 2002년 3월 1일 : 초대 구본치 교장 취임
- 2002년 3월 7일 : 제1회 입학식 (197명) 6학급
- 2005년 2월 17일 : 제1회 졸업식 (224명) 6학급
- 2022년 3월 2일 : 제21회 입학식(183명)
- 2023년 1월 6일 : 제19회 졸업식(250명)
- 2024년 3월 1일 : 제6대 강전아 교장 취임

## 참고 자료
- 효자중학교 - 한국교육학술정보원 학교알리미